# Ransford-Yeboah Königsdörffer
Ransford-Yeboah Königsdörffer (Berlino, 13 settembre 2001) è un calciatore tedesco naturalizzato ghanese, attaccante dell'Amburgo e della nazionale ghanese.

## Carriera

### Club
Cresciuto nell'Hertha Berlino, nel 2019 si trasferisce alla Dinamo Dresda, con cui esordisce tra i professionisti il 20 dicembre, nella partita di 2. Fußball-Bundesliga persa per 2-0 contro il Norimberga. Il 5 febbraio 2020 firma con il club giallo-nero fino al 2022; il 29 ottobre seguente prolunga per un'ulteriore stagione, segnando poi due giorni più tardi la prima rete in carriera, nella partita di 3. Liga vinta per 3-0 contro il Meppen. Dopo aver conquistato la vittoria del campionato, si mette in mostra come uno dei migliori talenti della squadra, non riuscendo tuttavia a evitare la retrocessione in terza serie; il 28 giugno 2022 viene acquistato dall'Amburgo, con cui firma un quadriennale.

### Nazionale
Ha esordito con la nazionale Under-21 tedesca il 2 settembre 2021, nell'incontro di qualificazione all'Europeo 2023 vinto per 0-6 contro San Marino. Dopo aver deciso di giocare per la nazionale ghanese, Paese di origine del padre, il 27 settembre 2022 debutta con le Black Stars, in occasione dell'amichevole vinta per 0-1 contro il Nicaragua.

## Statistiche

### Presenze e reti nei club
Statistiche aggiornate al 2 marzo 2025.
| Stagione             | Squadra              | Campionato           | Campionato | Campionato | Coppe nazionali | Coppe nazionali | Coppe nazionali | Coppe continentali | Coppe continentali | Coppe continentali | Altre coppe | Altre coppe | Altre coppe | Totale | Totale |
| Stagione             | Squadra              | Comp                 | Pres       | Reti       | Comp            | Pres            | Reti            | Comp               | Pres               | Reti               | Comp        | Pres        | Reti        | Pres   | Reti   |
| -------------------- | -------------------- | -------------------- | ---------- | ---------- | --------------- | --------------- | --------------- | ------------------ | ------------------ | ------------------ | ----------- | ----------- | ----------- | ------ | ------ |
| 2019-2020            | Dinamo Dresda        | 2L                   | 7          | 0          | CG              | 0               | 0               | -                  | -                  | -                  | -           | -           | -           | 7      | 0      |
| 2020-2021            | Dinamo Dresda        | 3L                   | 32         | 7          | CG              | 2               | 0               | -                  | -                  | -                  | -           | -           | -           | 34     | 7      |
| 2021-2022            | Dinamo Dresda        | 2L                   | 30+2       | 5          | CG              | 2               | 0               | -                  | -                  | -                  | -           | -           | -           | 34     | 5      |
| Totale Dinamo Dresda | Totale Dinamo Dresda | Totale Dinamo Dresda | 69+2       | 12         |                 | 4               | 0               |                    | -                  | -                  |             | -           | -           | 75     | 12     |
| 2022-2023            | Amburgo              | 2L                   | 31+2       | 8          | CG              | 2               | 2               | -                  | -                  | -                  | -           | -           | -           | 35     | 10     |
| 2023-2024            | Amburgo              | 2L                   | 30         | 2          | CG              | 3               | 1               | -                  | -                  | -                  | -           | -           | -           | 33     | 3      |
| 2024-2025            | Amburgo              | 2L                   | 23         | 9          | CG              | 2               | 0               | -                  | -                  | -                  | -           | -           | -           | 25     | 9      |
| Totale Amburgo       | Totale Amburgo       | Totale Amburgo       | 84+2       | 19         |                 | 7               | 3               |                    | -                  | -                  |             | -           | -           | 93     | 22     |
| Totale carriera      | Totale carriera      | Totale carriera      | 157        | 31         |                 | 11              | 3               |                    | -                  | -                  |             | -           | -           | 168    | 34     |

### Cronologia presenze e reti in nazionale
| Cronologia completa delle presenze e delle reti in nazionale ― Ghana | Cronologia completa delle presenze e delle reti in nazionale ― Ghana | Cronologia completa delle presenze e delle reti in nazionale ― Ghana | Cronologia completa delle presenze e delle reti in nazionale ― Ghana | Cronologia completa delle presenze e delle reti in nazionale ― Ghana | Cronologia completa delle presenze e delle reti in nazionale ― Ghana | Cronologia completa delle presenze e delle reti in nazionale ― Ghana | Cronologia completa delle presenze e delle reti in nazionale ― Ghana |
| Data                                                                 | Città                                                                | In casa                                                              | Risultato                                                            | Ospiti                                                               | Competizione                                                         | Reti                                                                 | Note                                                                 |
| -------------------------------------------------------------------- | -------------------------------------------------------------------- | -------------------------------------------------------------------- | -------------------------------------------------------------------- | -------------------------------------------------------------------- | -------------------------------------------------------------------- | -------------------------------------------------------------------- | -------------------------------------------------------------------- |
| 27-9-2022                                                            | Lorca                                                                | Nicaragua                                                            | 0 – 1                                                                | Ghana                                                                | Amichevole                                                           | -                                                                    | 82’                                                                  |
| 12-9-2023                                                            | Accra                                                                | Ghana                                                                | 3 – 1                                                                | Liberia                                                              | Amichevole                                                           | -                                                                    | 75’                                                                  |
| 8-1-2024                                                             | Kumasi                                                               | Ghana                                                                | 0 – 0                                                                | Namibia                                                              | Amichevole                                                           | -                                                                    | 71’                                                                  |
| 14-1-2024                                                            | Abidjan                                                              | Ghana                                                                | 1 – 2                                                                | Capo Verde                                                           | Coppa d'Africa 2023 - 1º turno                                       | -                                                                    | 62’                                                                  |
| 15-11-2024                                                           | Talatona                                                             | Angola                                                               | 1 – 1                                                                | Ghana                                                                | Qual. Coppa d'Africa 2025                                            | -                                                                    | 60’                                                                  |
| 18-11-2024                                                           | Accra                                                                | Ghana                                                                | 1 – 2                                                                | Niger                                                                | Qual. Coppa d'Africa 2025                                            | -                                                                    | 59’                                                                  |
| Totale                                                               |                                                                      | Presenze                                                             | 6                                                                    |                                                                      | Reti                                                                 | 0                                                                    |                                                                      |

| Cronologia completa delle presenze e delle reti in nazionale ― Germania under 21 | Cronologia completa delle presenze e delle reti in nazionale ― Germania under 21 | Cronologia completa delle presenze e delle reti in nazionale ― Germania under 21 | Cronologia completa delle presenze e delle reti in nazionale ― Germania under 21 | Cronologia completa delle presenze e delle reti in nazionale ― Germania under 21 | Cronologia completa delle presenze e delle reti in nazionale ― Germania under 21 | Cronologia completa delle presenze e delle reti in nazionale ― Germania under 21 | Cronologia completa delle presenze e delle reti in nazionale ― Germania under 21 |
| Data                                                                             | Città                                                                            | In casa                                                                          | Risultato                                                                        | Ospiti                                                                           | Competizione                                                                     | Reti                                                                             | Note                                                                             |
| -------------------------------------------------------------------------------- | -------------------------------------------------------------------------------- | -------------------------------------------------------------------------------- | -------------------------------------------------------------------------------- | -------------------------------------------------------------------------------- | -------------------------------------------------------------------------------- | -------------------------------------------------------------------------------- | -------------------------------------------------------------------------------- |
| 2-9-2021                                                                         | Serravalle                                                                       | San Marino under 21                                                              | 0 – 6                                                                            | Germania under 21                                                                | Qual. Europeo Under-21 2023                                                      | -                                                                                | 73’                                                                              |
| Totale                                                                           |                                                                                  | Presenze                                                                         | 1                                                                                |                                                                                  | Reti                                                                             | 0                                                                                |                                                                                  |

## Palmarès

### Club

#### Competizioni nazionali
- 3. Liga: 1

Dinamo Dresda: 2020-2021